# Eugène Belgrand
Eugène Belgrand (Ervy-le-Châtel, 23 de abril de 1810 — Paris, 8 de abril de 1878) foi um engenheiro francês.
Foi um dos responsáveis pela modernização do sistema de esgotos de Paris, durante o século XIX. Muitas de suas obras ainda são utilizadas atualmente.

## Engenharia civil
Anteriormente a 1850 o sistema de abastecimento de água de Paris era inadequado para sua crescente população. O esgoto era descarregado diretamente no Rio Sena, a fonte primária já então crítica de abastecimento de água potável. Georges-Eugène Haussmann foi incumbido por Napoleão III de França a modernizar a cidade, escolhendo Belgrand como diretor do departamento de águas e esgotos de Paris, em março de 1855. Hausmann foi influenciado pela aplicação da geologia à engenharia hidrálica praticada pela École Polytechnique durante o projeto de uma fonte de água em Avallon.
Belgrand iniciou assim um projeto audacioso. Os túneis que ele projetou foram intecionalmente limpos, facilmente acessíveis e substancialmente mais largos que os previamente existentes.  O sistema de esgotos foi quadruplicado entre 1852 e 1869. Construiu um sistema de aquedutos que quase duplicou a quantidade de água disponível por habitante, quadruplicando o número de casas com água corrente.
A reação pública a estas melhorias foi extremamente favorável, apoiada por excursões aos túneis e uma série de fotografias de Félix Nadar, um pioneiro na utilização de luz artificial  para fotografias. Belgrand dividiu seus conhecimentos com outros, escrevendo "publicações monumentais" detalhando seu trabalho e a ciência nele envolvida.
Os projetos de Belgrand são "um dos mais extensivos sistemas de esgoto urbano existentes" servindo como "fase transicional" do tratamento moderno de esgotos.

## Condecorações
Celebrando suas realizações em engenharia civil na cidade de Paris, Belgrand é um dos 72 nomes na Torre Eiffel. A galeria principal do Museu do Sistema de Esgotos de Paris é denominada em sua memória, assim como uma rua de Paris.

## Obras
- Les travaux souterraines de Paris, 5 Volumes, Paris, Dunod 1872-1887
- Les aqueducs romaine, 1875
- Mémoire sur les études hydrologiques de la partie supérieure du bassin de la Seine, 1846
- La Seine, études hydrologiques, 1872
- La Seine. Le Bassin parisien aux âges antéhistoriques, 1869
- Étude préliminaire sur le régime des eaux dans le bassin de la Seine, 1873